# 사하라 종단 무역

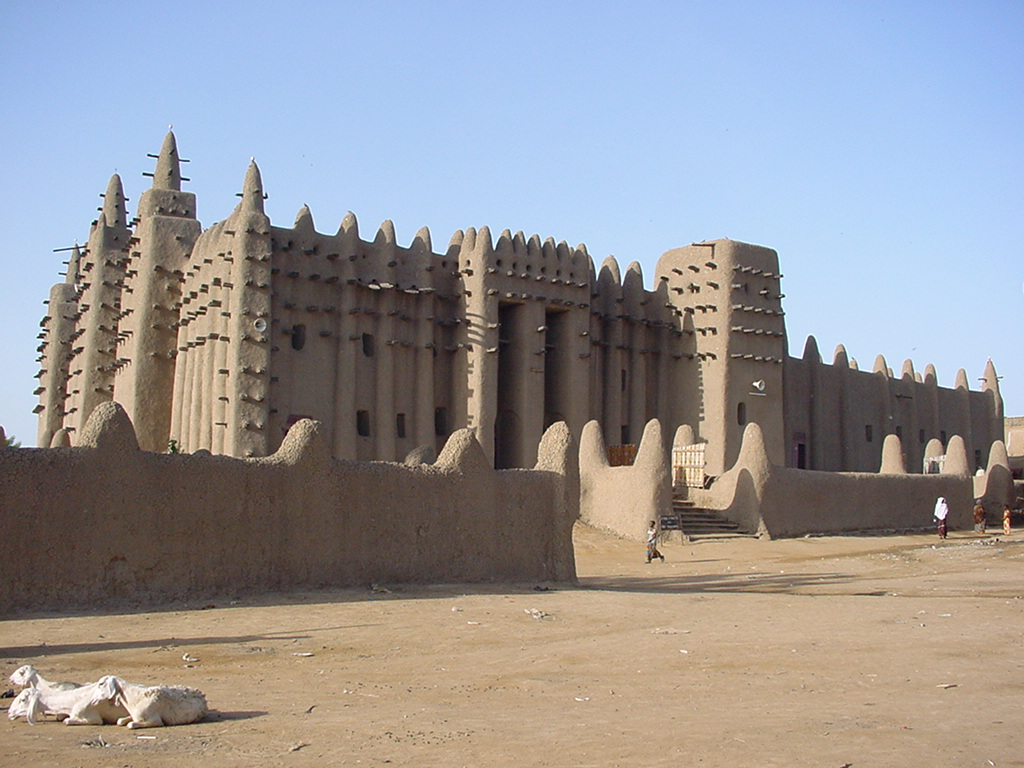
젠네는 800년에 지어진 중요한 무역 기점으로, 당시 지어진 시가지는 세계유산으로 지정되어 있다.

사하라 종단 무역은 지중해와 서아프리카를 잇는, 8세기부터 16세기까지 이루어졌던 무역로이다.

## 초기의 사하라 종단 무역

나일강을 통한 무역은 기원전부터 있어 왔지만, 사하라 사막을 가로지르는 것은 낙타를 길들이기 전까지는 불가능했다. 이 지역의 당시 유적 등에서 말의 유골이 발견되지 않는 것으로 보아 말을 쓰지는 않았을 것이라고 여겨진다. 늦어도 3세기경에 사람들이 낙타를 길들이기 시작했다는 증거가 있다. 그즈음부터 베르베르족이 낙타를 타고 사하라를 다니기 시작했다. 하지만 7~8세기에 서아프리카로 이슬람교가 들어오기 전까지는 사하라 사막에 정기적인 무역로가 발달하지 않았다.
두 개의 무역로가 있었는데, 서쪽 길은 지금의 모로코에서 나이저강까지 이어지는 길이고, 다른 하나는 지금의 튀니지에서 차드호까지 이어지는 길이다. 이 길은 다른 길에 비해 짧으면서 중요한 곳에 오아시스를 끼고 있었다. 리비아 남쪽의 길에는 오아시스가 없었고 모래 폭풍이 심해 지나다니기 어려웠다. 나일 강을 낀 길은 위험하여 10세기에는 다니는 것을 금지되기도 했다.

## 중세 시대
지금의 남부 모리타니에 있었던 가나 제국이 흥함에 따라 무역도 번성했다. 지중해 지역에는 소금이 많았으나 금이 부족했고, 서아프리카에는 금이 많았으나 소금이 부족했다. 노예 무역도 많았었는데, 많은 아프리카인들이 북으로 팔려가 시종으로 쓰였다. 서아프리카의 나라는 노예 용병을 샀다.
13세기에 가나 제국이 망하고 말리 제국이 세워졌다. 소금과 금 무역은 계속됐고, 노예와 콜라 열매도 남쪽에서 계속 팔렸다. 유리조각과 조개껍질이 화폐로 쓰였다. 말리 왕국 아래 나이저 강변에 있는 가오, 젠네 등의 도시가 번성했고, 그 중에서 특히 팀북투는 유럽 사람들에게 부의 도시로 알려졌다. 무역의 중심은 지금의 가나에 해당하는, 사바나와 열대 우림의 절충 지대에 발달해 있었다.
동쪽의 무역은 차드 호 주변에서 몇 세기 동안 지속했던 카넴-보르누 제국의 번영에 도움을 주었다. 하지만 이는 서쪽의 무역보다 덜 효율적이었고, 서쪽보다 더 활발했을 시기는 오로지 서쪽에서 혼란이 일어났을 때뿐이었다.

## 무역로의 쇠퇴
포르투갈인들이 서아프리카 해안을 따라 무역을 할 수 있는 길을 열었다. 유럽인들이 서아프리카 해안에 자리잡았고, 유럽인들이 더 부유했었기 때문에 유럽과의 해상 무역은 서아프리카인들에게 중요하게 자리잡았다. 반면 사하라를 건너는 일은 오래 걸리고 위험한 일이었고, 게다가 북아프리카는 정치적으로나 경제적으로나 기울어 있었다. 1591년에는 모로코가 사하라 사막을 건너와 팀북투와 가오를 공격해 전쟁을 일으켰다. 1592년까지 일어난 이 전쟁은 무역을 쇠퇴하게 만들었다.
많이 줄어 있었지만 무역은 계속되었다. 1890년대에 프랑스가 사헬에 침략하여 철도를 놓고 나서는 다니기가 더 쉬워졌다. 그러나 1960년대에 아프리카의 나라들이 독립한 뒤에는 무역로가 국경으로 막히게 되었다. 투아레그족의 민족주의를 지지하는 정부는 사하라 종단 무역에 비협조적이었고, 1990년대의 투아레그 반란과 알제리 내전으로 많은 육로가 막혀 버렸다.
현재 몇몇 타맥 포장 도로로 적은 수의 트럭이 소금과 연료를 싣고 다닌다. 낙타를 쓰지는 않지만, 아가데즈와 빌마, 타우데니와 팀북투 사이의, 상대적으로 가까운 무역로가 조금이나마 활성화되어 있다. 하지만 몇몇 투아렉족들이 일년에 여섯 달가량 2400 킬로미터가량의 거리를 낙타를 끌고 사막 한가운데로부터 소금을 실어와 팔기도 한다.¹

## 같이 보기
- 녹색 사하라
- 비단길

## 참고 문헌
- M'hammad Sabour and Knut S. Vikør (eds), Ethnic Encounter and Culture Change, Bergen, 1997, [깨진 링크(과거 내용 찾기)] Google Cache Last Retrieved Jan.2005.
- The Trans-Saharan Gold Trade 7th-14th Century from the Museum of Modern Art
- Kevin Shillington (eds), "Tuareg: Takedda and trans-Saharan trade" from the Encyclopaedia of African History, Fitzroy Dearborn, 2004, ISBN 1-57958-245-1
- Lewicki T., "The Role of the Sahara and Saharians in Relationships between North and South", from UNESCO General History of Africa: Volume 3, University of California Press, 1994, ISBN 92-3-601709-6
- Fernand Braudel, The Perspective of the World, vol III of Civilization and Capitalism 1984 (in French 1979)

## 주
1. 내셔널 지오그래픽 《아프리카》(2001) 중 제2편 "사막 오디세이"는 투아렉족이 여섯 달동안 낙타를 끌고 사하라를 건너는 것을 뒤따라가는 내용을 담고 있다.